# The Girl, the Gold Watch and Everything
The Girl, the Gold Watch & Everything (en español: "La chica, el reloj de oro y todo lo demás") es una TV-movie de 1980 protagonizada por Robert Hays y Pam Dawber y dirigida por William Wiard.  La película está basada en la novela de John D. MacDonald, The Girl, the Gold Watch & Everything.
Se lanzó la secuela en 1981, The Girl, the Gold Watch & Dynamite.

## Argumento
Un hombre hereda de su tío millonario un reloj de oro que tiene el poder de parar el tiempo.